# QBE Insurance
QBE Insurance Group Limited er et australsk genforsikrings- og forsikringsselskab med hovedkvarter i Sydney. De har ca. 12.000 ansatte i over 27 lande.
North Queensland Insurance Co, QBE blev etableret i 1886 i Townsville, Queensland.